# Famille von Ahlefeldt
 (février 2025).
La famille Ahlefeldt ou Ahlefeld est une famille de la noblesse immémoriale du Holstein. Ils apparaissent autour du lac Westensee près de Kiel et essaiment dans le Schleswig, dans le Mecklembourg et au Danemark. Ils sont de la même origine que la famille von Rumohr et les familles aujourd'hui éteintes von Bosendahl et von Rastorp, dont ils partagent les armoiries.

## Histoire

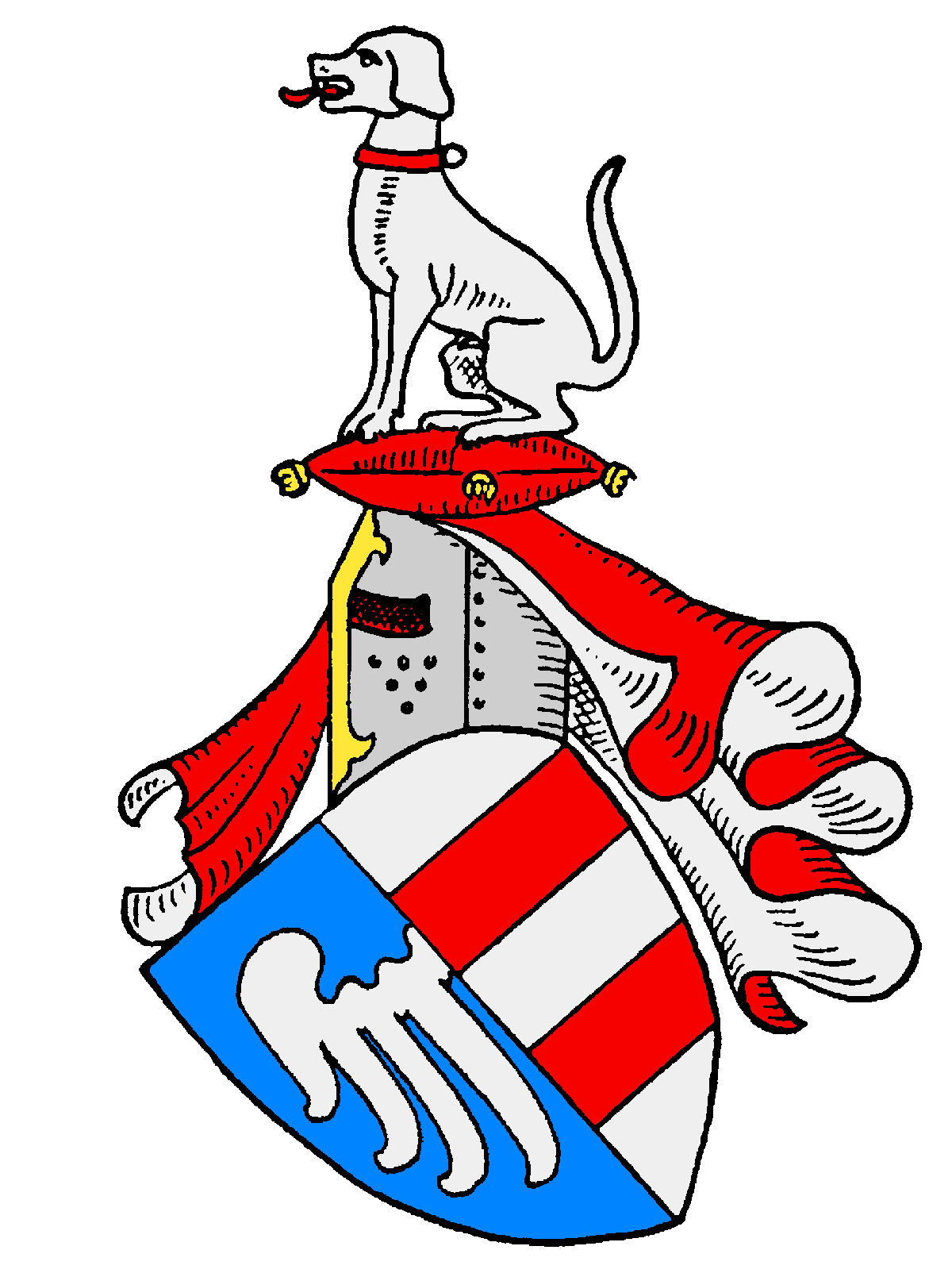
Blason des Ahlefeldt

Il semble que la famille remonte à un certain Hunold, membre de la famille seigneuriale des Baltshusen de Souabe. Son arrière-petit-fils Conrad trouve refuge chez le roi du Danemark en 1153. Il est le fondateur des Ahlefeldt et des Rumohr. En effet ses descendants Scacco de Prodole (Schack von Perdöhl), et Benedictus de Alevelde (Benedikt, ou Bendix, von Ahlefeld) sont cités en 1220 et 1221. Scacco de Rumore est mentionné à nouveau en 1245, prenant le nom d'un village, Rumohr, près de Kiel. Bendix le Vieux (1320-1360) est le premier ancêtre de la famille dont on retrouve l'histoire dans les documents écrits de l'époque à partir de 1321.
Plusieurs branches existent dès lors comme
- les comtes enfieffés d'Ahlefeld (lensgreve en danois), titrés ainsi par Christian V. roi du Danemark en 1672 selon la loi de 1671, qui réduisait fortement l'influence de la noblesse danoise, créant pour la « noblesse aux noms d'honneur » que les deux classes: les comtes et les barons (Freiherren), qui sont désormais définés comme nobles tenant « en fief du roi » leurs seigneuries. Les titres ducaux seront désormais réservés aux enfants royaux.

Les Ahlefeldt sont chambellans, conseillers, drossarts surtout dans les duchés de Schlesvig et Holstein et au Danemark. Un des leurs, Friedrich von Ahlefeldt (1623-1686), reçoit en 1665 le titre de comte du Saint-Empire (et non de Reichsgraf comme certains prétendent: catégorie de la haute noblesse qui a le droit de voter au Reichstag (assemblée nationale). Il achète en 1669 les seigneuries de Rixingen (Réchicourt-le-Château) et de Mörsberg en Lorraine. Il est aussi fait comte enfieffé (lensgreve) de Langeland /Danemark en 1672. Son arrière-petit-fils, le comte enfieffé Christian von Ahlefeldt (1732-1791), acquiert en 1785 la seigneurie de Laurvig en Norvège, s'appelant désormains comte de Langeland et de Laurvig.
- les Ahlefeldt von Dehn représentent la deuxième branche de la famille. Ils sont barons de Dehn depuis 1783, Carl von Ahlefeldt ayant épousé en 1783 la dernière représentante de la famille, Sophie-Charlotte-Frédérique von Dehn.
- Le comte Conrad von Ahlefeldt d'Ascheberg adopte en 1837 le comte Konrad von Brockdorff, donnant naissance à la lignée des comtes von Brockdorff-Ahlefeldt

## Personnalités

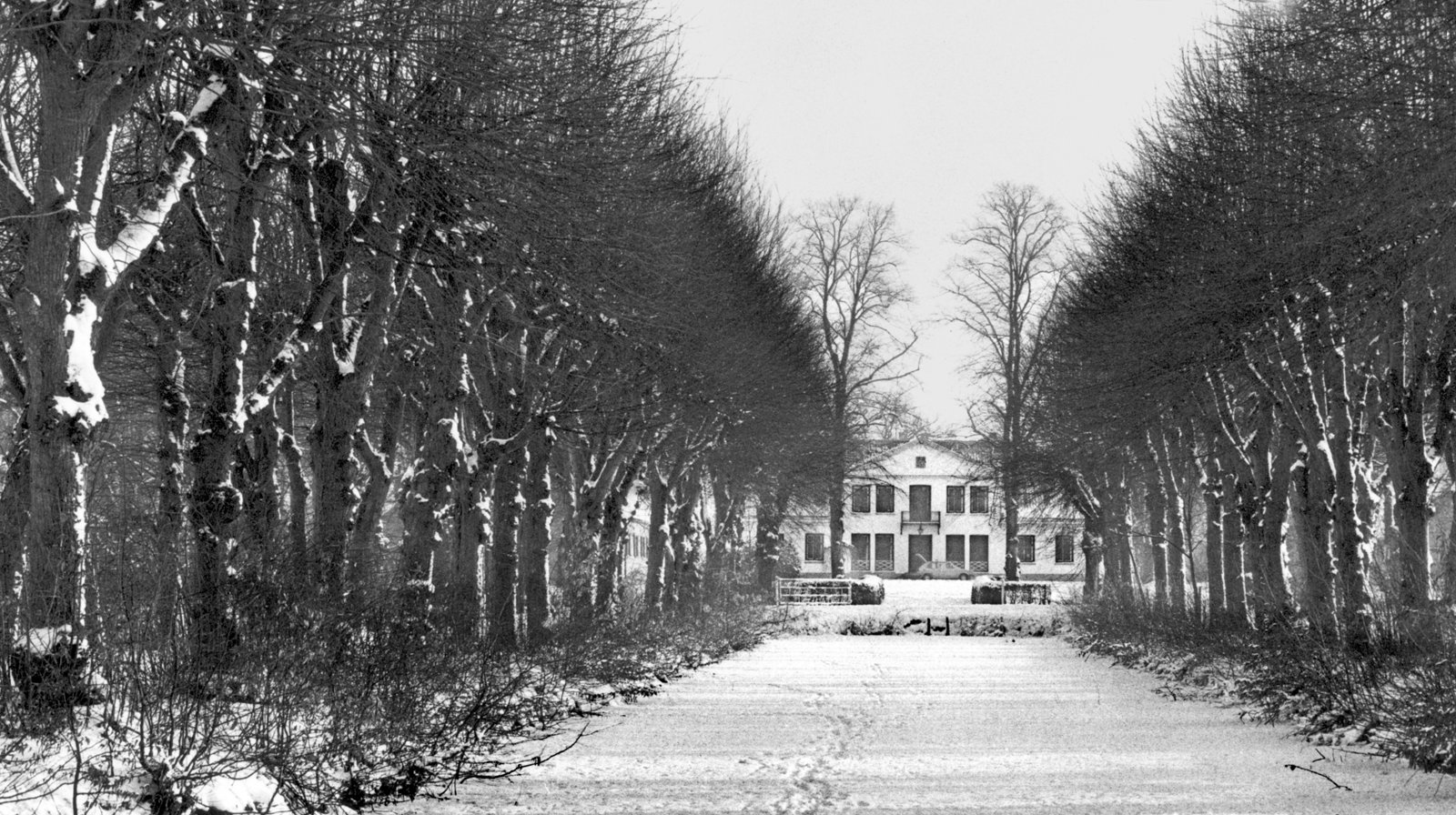
Manoir de Seestermühe

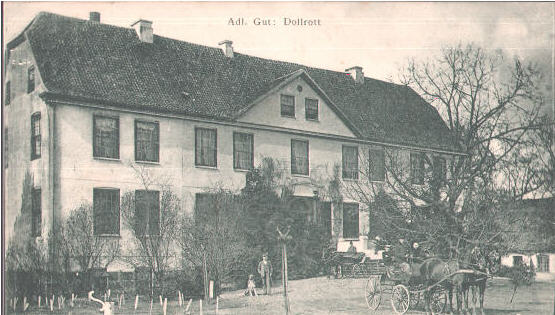
Manoir de Dollrott

- Claus von Ahlefeldt (1614-1674), maréchal de camp-général des armées danoises en Norvège.
- Friedrich von Ahlefeldt (1618-1665), seigneur du domaine de Seestermühe, stathalt à la cour princière de Gottorf.
- Benedikt von Ahlefeldt (1678-1757), seigneur de domaines, mécène de l'opéra de Hambourg.
- Élisabeth von Ahlefeldt (1703-1780), supérieure luthérienne de 1763 à 1780 de la maison des dames de la noblesse à Itzehoe
- Ferdinand Ahlefeldt-Langeland (1747-1815), maréchal à la cour de la principauté d'Ansbach, puis à la cour royale du Danemark et directeur du Théâtre royal danois ; son épouse Maria Theresia Ahlefeldt (1755-1810), née Thurn und Taxis, compositrice.
- Conrad Christoph von Ahlefeldt (1768-1853), seigneur et propriétaire d'Ascheberg, chambellan.
- Charlotte von Ahlefeld (1781-1849), femme de lettres.
- Elisa von Ahlefeldt (1788-1855), épouse d'Adolf von Lützow et amie de Carl Immermann.
- Sophie von Ahlefeldt (1848-1906), comtesse de Brockdorff.
- Walter von Brockdorff-Ahlefeldt (1887-1943), général allemand de la Seconde Guerre mondiale
- Comte Julius Ahlefedt-Laurvig (1889-1964), quinzième comte de Laurvig.
- Mita von Ahlefeldt (1893-1966), actrice allemande.

## Domaines

Blason famille von Ahlefeldt

Parmi les propriétés, châteaux et domaines ayant appartenu ou appartenant à la famille, l'on peut distinguer, à part Ahlefeldt - siège principal:
- Domaine d'Arup
- Domaine de Ballegaard
- Geltingen / Gelting: Baronie enfieffée en 1759
- Château de Glorup
- Domaine de Graasten
- Domaine de Gröngröft
- Château de Grünholz
- Manoir de Haseldorf
- Domaine de Hemingsholm
- Domaine de Kalundborg
- Domaine de Ladegaard
- Comté de Laurvig / Norvège; comté enfieffé en 1671
- Manoir de Ludwigsburg
- Seigneurie de Mörsberg en Alsace, acquise en 1669, vendue en 1703
- Seigneurie immédiate du Saint Empire de Rixingen/Réchicourt, en Lorraine, acquise en 1669, vendue en 1703
- Manoir de Saxtorf
- Domaine de Soegaard
- Domaine de Stotelund
- Domaine de Thure
- Château et Domaine de Tranekaer, acquis jure uxoris en 1656 (Margrethe Dorothea von Rantzau, l'héritière la plus riche du Danemark à l'époque)
- Domaine « die Wildniss »

## Pour approfondir